# Сент-Этьен-де-Фонбеллон
Сент-Этье́н-де-Фонбелло́н (фр. Saint-Étienne-de-Fontbellon, окс. Sant Estève de Fontbellon) — коммуна во Франции, находится в регионе Рона — Альпы. Департамент коммуны — Ардеш. Входит в состав кантона Обена. Округ коммуны — Ларжантьер.
Код INSEE коммуны — 07231.

## Население
Население коммуны на 2008 год составляло 2490 человек.
| 1962 | 1968 | 1975 | 1982 | 1990 | 1999 | 2008 |
| ---- | ---- | ---- | ---- | ---- | ---- | ---- |
| 933  | 1163 | 1603 | 1906 | 2143 | 2297 | 2490 |

## Экономика
В 2007 году среди 1517 человек в трудоспособном возрасте (15—64 лет) 1045 были экономически активными, 472 — неактивными (показатель активности — 68,9 %, в 1999 году было 69,1 %). Из 1045 активных работали 949 человек (484 мужчины и 465 женщин), безработных было 96 (38 мужчин и 58 женщин). Среди 472 неактивных 125 человек были учениками или студентами, 201 — пенсионерами, 146 были неактивными по другим причинам.

## Фотогалерея

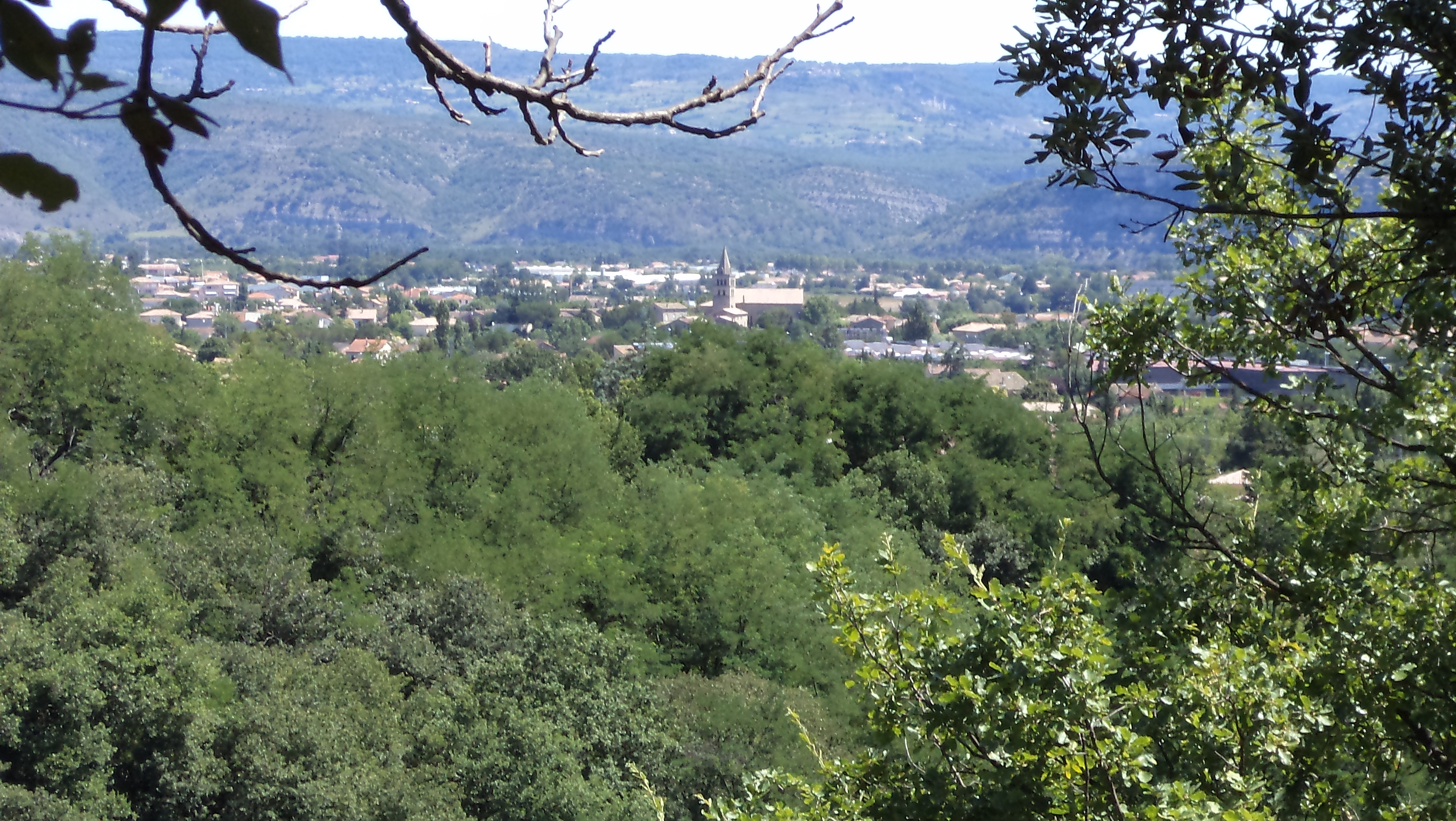
Сент-Этьен-де-Фонбеллон
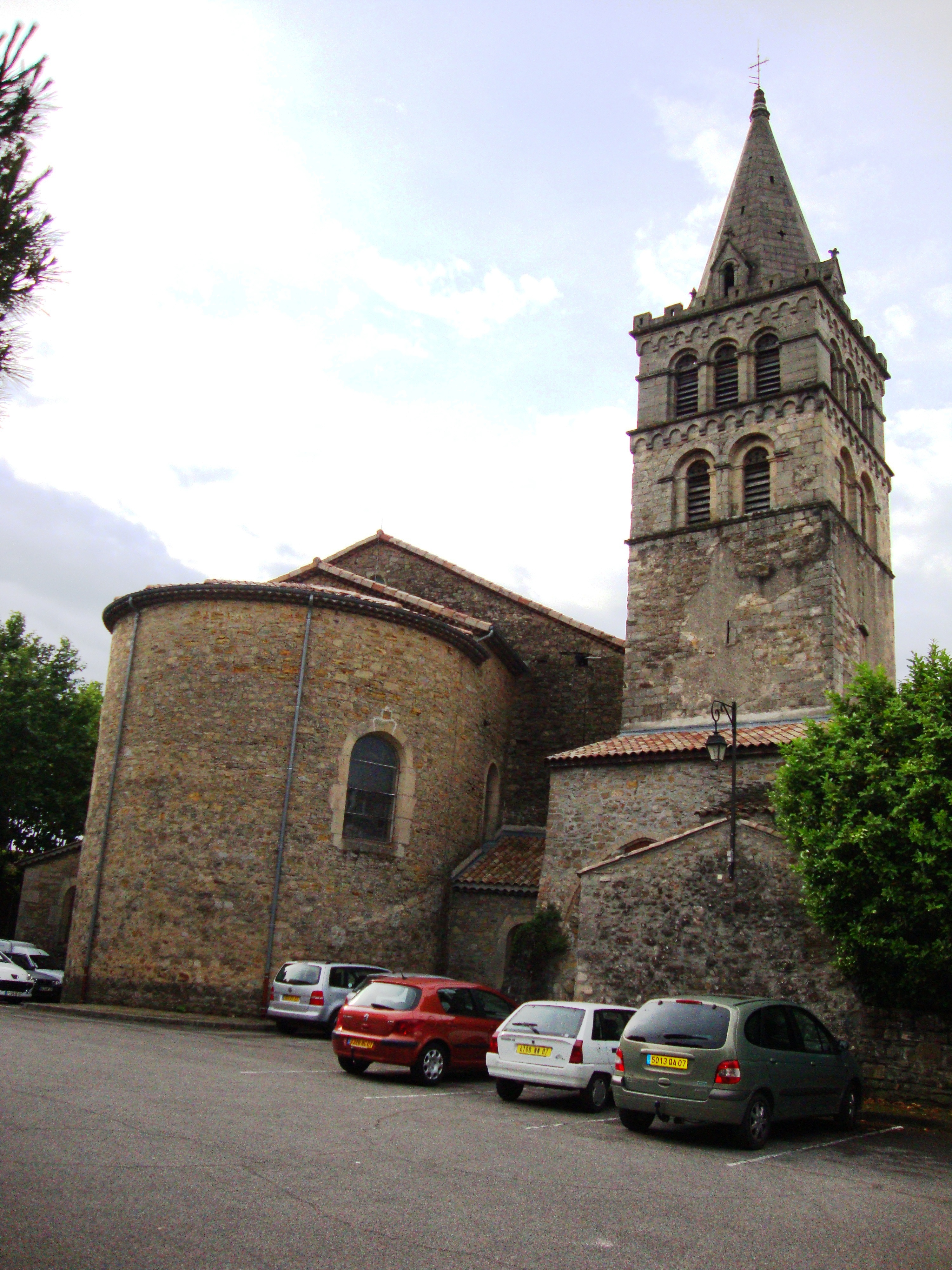
Церковь
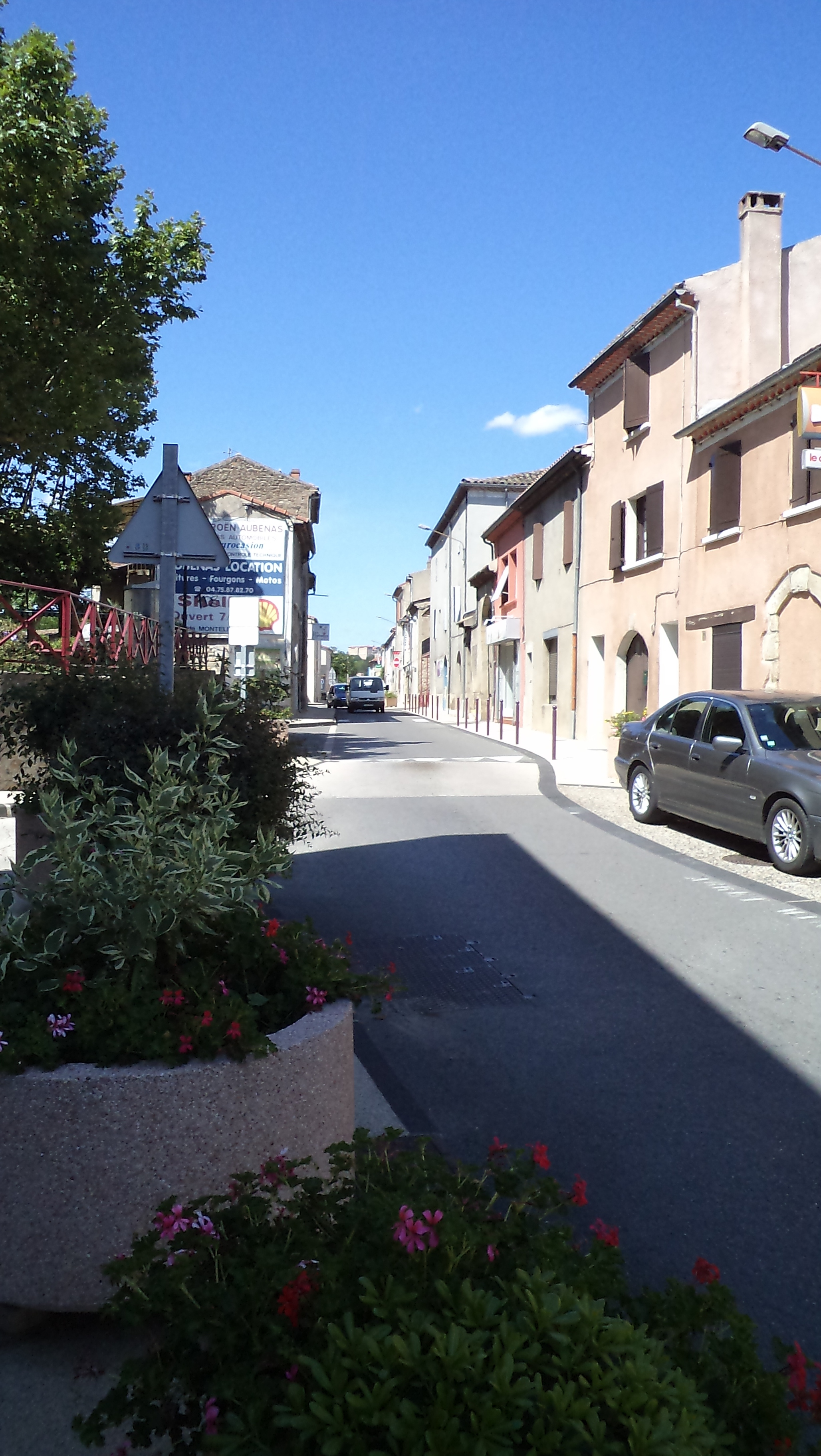
Центральная улица
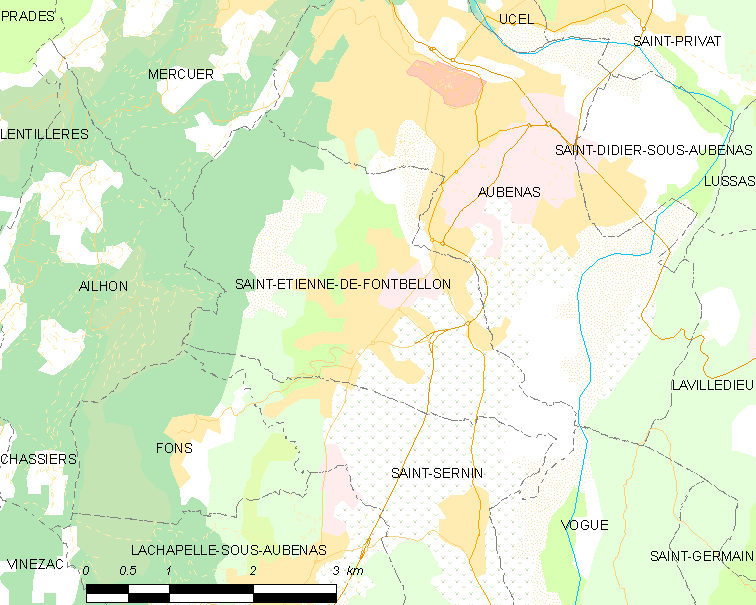
Карта коммуны